# Temporada 2019-2020 del FC Barcelona (femení)
La temporada 2019-20 és la 32a en la història del Futbol Club Barcelona, i la 23a temporada del club en la màxima categoria del futbol espanyol.

## Desenvolupament de la temporada
L'equip lluitarà aquest any per 5 títols: la Lliga Iberdrola, la Copa de la Reina, la Supercopa d'Espanya, la Lliga de Campions i la Copa Catalunya.
El club anuncia 10 renovacions: Alexia Putellas, Mariona Caldentey, Leila Ouahabi, Mapi León, Vicky Losada, Aitana Bonmatí, Lieke Martens (renovades fins 2022), Pamela Tajonar, Gemma Font i Melanie Serrano (renovades fins 2020).
El 13 de maig s'acorda la continuïtat de Lluís Cortés a la banqueta per aquesta temporada vinent amb opció a una altra.
El 22 de juliol comença la pretemporada.
El 25 de juliol es posen a la venda per primer cop les samarretes de l'equip femení.
El 24 d'agost es guanya la Copa Catalunya davant l'Espanyol per 4-0.
El 9 de febrer es guanya la primera Supercopa d'Espanya davant la Reial Societat per 1-10.
Degut a la interrupció del campionat de Lliga pel risc públic de contagi del COVID-19, la Reial Federació Espanyola de Futbol va decidir la seva finalització i proclamar campió el FC Barcelona el 8 de maig.
L'equip arriba fins a les semifinals de la Lliga de Campions.
El 13 de febrer de 2021 es guanya la Copa de la Reina davant EDF Logronyo per 3-0.

## Jugadores i cos tècnic

### Plantilla
La plantilla i el cos tècnic del primer equip per a l'actual temporada són els següents:
| N. | Pos. | Nac. | Jugador                |
| -- | ---- | --- | ---------------------- |
| 1  | POR  | [[Fitxer:Flag of the Valencian Community (2x3).svg\|23x15px\|border \|alt=País Valencià\|link=Selecció de futbol del País Valencià\|{{#if:\|]] | Sandra Paños 4a        |
| 3  | DEF  | [[Fitxer:Flag of the Netherlands.svg\|23x15px\|border \|alt=Països Baixos\|link=Selecció de futbol dels Països Baixos\|{{#if:\|]]              | Stefanie van der Gragt |
| 4  | DEF  | [[Fitxer:Flag of Spain.svg\|23x15px\|border \|alt=Espanya\|link=Selecció de futbol d'Espanya\|{{#if:\|]]                                       | Mapi León              |
| 5  | DEF  | [[Fitxer:Flag of Spain.svg\|23x15px\|border \|alt=Espanya\|link=Selecció de futbol d'Espanya\|{{#if:\|]]                                       | Melanie Serrano        |
| 6  | MIG  | [[Fitxer:Flag of Catalonia.svg\|23x15px\|border \|alt=Catalunya\|link=Selecció de futbol de Catalunya\|{{#if:\|]]                              | Vicky Losada 1a        |
| 7  | DAV  | [[Fitxer:Flag of Spain.svg\|23x15px\|border \|alt=Espanya\|link=Selecció de futbol d'Espanya\|{{#if:\|]]                                       | Jennifer Hermoso       |
| 8  | DEF  | [[Fitxer:Flag of Catalonia.svg\|23x15px\|border \|alt=Catalunya\|link=Selecció de futbol de Catalunya\|{{#if:\|]]                              | Marta Torrejón 3a      |
| 9  | MIG  | [[Fitxer:Flag of the Balearic Islands.svg\|23x15px\|border \|alt=Illes Balears\|link=Selecció de futbol de les Illes Balears\|{{#if:\|]]       | Mariona Caldentey      |
| 10 | MIG  | [[Fitxer:Flag of France (1794–1815, 1830–1974).svg\|23x15px\|border \|alt=França\|link=Selecció de futbol de França\|{{#if:\|]]                | Kheira Hamraoui        |
| 11 | DAV  | [[Fitxer:Flag of Catalonia.svg\|23x15px\|border \|alt=Catalunya\|link=Selecció de futbol de Catalunya\|{{#if:\|]]                              | Alexia Putellas 2a     |
| 12 | MIG  | [[Fitxer:Flag of the Balearic Islands.svg\|23x15px\|border \|alt=Illes Balears\|link=Selecció de futbol de les Illes Balears\|{{#if:\|]]       | Patricia Guijarro 5a   |
| 13 | POR  | [[Fitxer:Flag of Mexico.svg\|23x15px\|border \|alt=Mèxic\|link=Selecció de futbol de Mèxic\|{{#if:\|]]                                         | Pamela Tajonar         |
| 14 | MIG  | [[Fitxer:Flag of Catalonia.svg\|23x15px\|border \|alt=Catalunya\|link=Selecció de futbol de Catalunya\|{{#if:\|]]                              | Aitana Bonmatí         |

| N. | Pos. | Nac. | Jugador                |
| -- | ---- | --- | ---------------------- |
| 15 | DEF  | [[Fitxer:Flag of Catalonia.svg\|23x15px\|border \|alt=Catalunya\|link=Selecció de futbol de Catalunya\|{{#if:\|]]                 | Leila Ouahabi          |
| 16 | DAV  | [[Fitxer:Flag of Norway.svg\|23x15px\|border \|alt=Noruega\|link=Selecció de futbol de Noruega\|{{#if:\|]]                        | Caroline Graham Hansen |
| 17 | DEF  | [[Fitxer:Flag of Catalonia.svg\|23x15px\|border \|alt=Catalunya\|link=Selecció de futbol de Catalunya\|{{#if:\|]]                 | Andrea Pereira         |
| 18 | DEF  | [[Fitxer:Flag of Switzerland.svg\|23x16px\|border \|alt=Suïssa\|link=Selecció de futbol de Suïssa\|{{#if:\|]]                     | Ana Maria Crnogorcevic |
| 19 | DAV  | [[Fitxer:Flag of Catalonia.svg\|23x15px\|border \|alt=Catalunya\|link=Selecció de futbol de Catalunya\|{{#if:\|]]                 | Candela Andújar        |
| 20 | DAV  | [[Fitxer:Flag of Nigeria.svg\|23x15px\|border \|alt=Nigèria\|link=Selecció de futbol de Nigèria\|{{#if:\|]]                       | Asisat Oshoala         |
| 21 | DAV  | [[Fitxer:Flag of Spain.svg\|23x15px\|border \|alt=Espanya\|link=Selecció de futbol d'Espanya\|{{#if:\|]]                          | Andrea Falcón          |
| 22 | DAV  | [[Fitxer:Flag of the Netherlands.svg\|23x15px\|border \|alt=Països Baixos\|link=Selecció de futbol dels Països Baixos\|{{#if:\|]] | Lieke Martens          |
| 23 | DAV  | [[Fitxer:Flag of Catalonia.svg\|23x15px\|border \|alt=Catalunya\|link=Selecció de futbol de Catalunya\|{{#if:\|]]                 | Carla Armengol         |
| 24 | DAV  | [[Fitxer:Flag of Catalonia.svg\|23x15px\|border \|alt=Catalunya\|link=Selecció de futbol de Catalunya\|{{#if:\|]]                 | Claudia Pina           |
| 25 | POR  | [[Fitxer:Flag of Catalonia.svg\|23x15px\|border \|alt=Catalunya\|link=Selecció de futbol de Catalunya\|{{#if:\|]]                 | Gemma Font             |
| 26 | DEF  | [[Fitxer:Flag of Catalonia.svg\|23x15px\|border \|alt=Catalunya\|link=Selecció de futbol de Catalunya\|{{#if:\|]]                 | Laia Codina            |

FC Barcelona Femení B
| N. | Pos. | Nac. | Jugador        |
| -- | ---- | --- | -------------- |
| 31 | DAV  | [[Fitxer:Flag of Catalonia.svg\|23x15px\|border \|alt=Catalunya\|link=Selecció de futbol de Catalunya\|{{#if:\|]] | Bruna Vilamala |

Altes
| N. | Pos. | Nac. | Jugador |
| -- | ---- | --- | --- |
| 16 | DAV  | [[Fitxer:Flag of Norway.svg\|23x15px\|border \|alt=Noruega\|link=Selecció de futbol de Noruega\|{{#if:\|]]    | Caroline Graham Hansen (20 de maig. Del VfL Wolfsburg (femení), carta de llibertat)                           |
| 20 | DAV  | [[Fitxer:Flag of Nigeria.svg\|23x15px\|border \|alt=Nigèria\|link=Selecció de futbol de Nigèria\|{{#if:\|]]   | Asisat Oshoala (31 de maig. Del Dalian Quanjian (femení), traspàs)                                            |
| 26 | DEF  | [[Fitxer:Flag of Spain.svg\|23x15px\|border \|alt=Espanya\|link=Selecció de futbol d'Espanya\|{{#if:\|]]      | Laia Codina (29 de juny. Dinàmica del 1r equip amb opció de jugar amb el Futbol Club Barcelona B (femení))    |
| 23 | DAV  | [[Fitxer:Flag of Spain.svg\|23x15px\|border \|alt=Espanya\|link=Selecció de futbol d'Espanya\|{{#if:\|]]      | Carla Armengol (29 de juny. Dinàmica del 1r equip amb opció de jugar amb el Futbol Club Barcelona B (femení)) |
| 7  | DAV  | [[Fitxer:Flag of Spain.svg\|23x15px\|border \|alt=Espanya\|link=Selecció de futbol d'Espanya\|{{#if:\|]]      | Jennifer Hermoso (2 de juliol. De l'Atlético de Madrid, carta de llibertat)                                   |
| 21 | DAV  | [[Fitxer:Flag of Spain.svg\|23x15px\|border \|alt=Espanya\|link=Selecció de futbol d'Espanya\|{{#if:\|]]      | Andrea Falcón (4 de juliol. De l'Atlético de Madrid, carta de llibertat)                                      |
| 18 | DEF  | [[Fitxer:Flag of Switzerland.svg\|23x16px\|border \|alt=Suïssa\|link=Selecció de futbol de Suïssa\|{{#if:\|]] | Ana Maria Crnogorcevic (4 de desembre. Dels Portland Thorns, carta de llibertat)                              |

Baixes
| N. | Pos. | Nac. | Jugador                                                               |
| -- | ---- | --- | --------------------------------------------------------------------- |
| 19 | DAV  | [[Fitxer:Flag of Spain.svg\|23x15px\|border \|alt=Espanya\|link=Selecció de futbol d'Espanya\|{{#if:\|]]                         | Bárbara Latorre (11 de juny. A la Reial Societat (femení))            |
| 7  | MIG  | [[Fitxer:Flag of Spain.svg\|23x15px\|border \|alt=Espanya\|link=Selecció de futbol d'Espanya\|{{#if:\|]]                         | Gemma Gili (14 de juny. Al Llevant Unió Esportiva (femení))           |
| 21 | MIG  | [[Fitxer:Flag of North Macedonia.svg\|23x15px\|border \|alt=Macedònia del Nord\|link=Selecció de futbol de Macedònia\|{{#if:\|]] | Nataixa Andònova (26 de juny. Al Llevant Unió Esportiva (femení))     |
| 10 | DAV  | [[Fitxer:Flag of Brazil.svg\|23x15px\|border \|alt=Brasil\|link=Selecció de futbol del Brasil\|{{#if:\|]]                        | Andressa Alves (1 de juliol. A l'Associazione Sportiva Roma (femení)) |
| 16 | DAV  | [[Fitxer:Flag of England.svg\|23x15px\|border \|alt=Anglaterra\|link=Selecció de futbol d'Anglaterra\|{{#if:\|]]                 | Toni Duggan (5 de juliol. A l'Atlético de Madrid)                     |

Cessions
| N. | Pos. | Nac. | Jugador |
| -- | ---- | --- | --- |
| —  | DEF  | [[Fitxer:Flag of Spain.svg\|23x15px\|border \|alt=Espanya\|link=Selecció de futbol d'Espanya\|{{#if:\|]] | Marta Unzué (24 de juliol 2018. Renovada per 2 anys i cedida a l'Athletic Club de Bilbao (femení) fins al 30 juny 2020) |
| —  | POR  | [[Fitxer:Flag of Spain.svg\|23x15px\|border \|alt=Espanya\|link=Selecció de futbol d'Espanya\|{{#if:\|]] | Cata Coll (6 d'agost. Fitxada per 4 anys i cedida al Sevilla FC (femení) fins al 30 juny 2020)                          |

### Cos tècnic 2019-2020
- Entrenador:  Lluís Cortés
- Segon entrenador:  Rafel Navarro
- Tècnic auxiliar:  Jonatan Giráldez
- Preparadora física:  Berta Carles
- Preparador físic:  Jacob González
- Entrenador de porteres:  Oriol Casares
- Analista:  Toni Gordo
- Fisioterapèuta:  Judit València
- Fisioterapèuta:  Isabel Arbonés
- Doctora:  Eva Ferrer
- Psicòloga esportiva:  Isabel Garcia
- Delegat:  Gonzalo Rodríguez
- Encarregat de material:  Rubén Jiménez

## Partits
Victòria       Empat       Derrota

### Pretemporada
| 11 d'agost de 2019 | FC Barcelona (femení)                                                                              | 5-0 | Olympique de Marseille (femení) | Ciutat Esportiva Joan Gamper, Catalunya                     |  |
| 11:00 CEST         | 1-0, Aitana (16'); 2-0, J. Hermoso (19'); 3-0, Alexia (34'); 4-0, Alexia (52'); 5-0, Oshoala (63') |     |                                 | Ciutat Esportiva Joan Gamper · Víctor Manuel Sánchez Rico · |  |

| 14 d'agost de 2019 | Arsenal FC (femení)                     | 2-5 | FC Barcelona (femení)                                                                                               | Borehamwood, Regne Unit      |  |
| 20:30 CEST         | 1-0, McCabe (36'); 2-4, Little (76' p.) |     | 1-1, Patri Guijarro (44'); 1-2, Oshoala (45'); 1-3, Oshoala (50'); 1-4, Claudia Pina (70'); 2-5, Claudia Pina (81') | Meadow Park · Kirsty Dowle · |  |

| 18 d'agost de 2019 | Montpellier HSC (femení) | 0-1 | FC Barcelona (femení) | Montpeller, França                                    |  |
| 18:00 CEST         |                          |     | 0-1, Oshoala (6')     | Centre d'entrenament Bernard Gasset · Karine Valcke · |  |

### Copa Catalunya
| 22 d'agost de 2019   | FC Barcelona (femení)                                                                            | 5-1 | CE Seagull             | Palamós, Catalunya                                       |  |
| 20:30 CEST Semifinal | 1-0, Alexia (5'); 2-0, Aitana (12'); 3-0, Marta T. (22'), 4-0, Alexia (40'); 5-1, Oshoala (82'). |     | 4-1, Esther Solà (44') | Estadi Municipal de Palamós - Costa Brava · Ester Erra · |  |

| 24 d'agost de 2019 | FC Barcelona (femení)                                                           | 4-0 | RCD Espanyol (femení) | Palamós, Catalunya                                           |  |
| 20:30 CEST Final   | 1-0, Oshoala (25'); 2-0, Mariona (31'); 3-0, Mariona (p. 64'); 4-0, Pina (89'). |     |                       | Estadi Municipal de Palamós - Costa Brava · Ylenia Sánchez · |  |

### Lliga
| 7 de setembre de 2019 | FC Barcelona (femení) | 9-1 | CD Tacon                    | Sant Joan Despí, Catalunya              |  |
| 18:00 CEST Jornada 1  | 1-0, Alexia (8'); 2-0, Aitana (28'); 3-0, Lucía Suárez, (36') pp; 4-0, Mariona (40'); 5-1, Aitana (60'); 6-1, Graham (70'); 7-1, Jennifer Hermoso (72'); 8-1, Jennifer Hermoso (76'); 9-1, Jenni Hermoso (93') |     | 4-1, Jessica Martínez (54') | Estadi Johan Cruyff · Paola Cebollada · |  |

| 15 de setembre de 2019 | Rayo Vallecano (femení) | 1-1 | FC Barcelona (femení)       | Madrid, Comunitat de Madrid            |  |
| 12:00 CEST Jornada 2   | 1-0, Auñón (58')        |     | 1-1, Jennifer Hermoso (83') | Estadi de Vallecas · Beatriz Arregui · |  |

| 21 de setembre de 2019 | FC Barcelona (femení) | 6-1 | Atlético de Madrid (femení) | Sant Joan Despí, Catalunya                  |  |
| 16:00 CEST Jornada 3   | 1-1, J. Hermoso (7'); 2-1, Mariona (29'); 3-1, Aleixandri pp (35'); 4-1, Oshoala (45'); 5-1, Oshoala (46'); Messeguer pp (76') |     | 0-1, Sampedro (2')          | Estadi Johan Cruyff · Marta Huerta de Aza · |  |

| 29 de setembre de 2019 | Sevilla FC (femení) | 0-2 | FC Barcelona (femení)                            | Sevilla, Andalusia                   |  |
| 12:00 CEST Jornada 4   |                     |     | 0-1, Jennifer Hermoso (38') i 0-2, Oshoala (87') | Estadi Jesús Navas · Rivera Olmedo · |  |

| 13 d'octubre de 2019 | Sporting Club de Huelva | 0-1 | FC Barcelona (femení) | Huelva, Andalusia                                              |  |
| 11:30 CEST Jornada 5 |                         |     | 0-1, Oshoala (29')    | Ciudad Deportiva Decano del Fútbol Español · Paola Cebollada · |  |

| 20 d'octubre de 2019 | FC Barcelona (femení)                                                                                         | 5-0 | EDF Logroño | Sant Joan Despí, Catalunya                        |  |
| 16:00 CEST Jornada 6 | 1-0, Marta Torrejón (4'); 2-0, Jenni Hermoso (23'); 3-0, Aitana (25'); 4-0, Oshoala (51'); 5-0, Hamroui (81') |     |             | Estadi Johan Cruyff · María Eugenia Gil Soriano · |  |

| 26 d'octubre de 2019 | Madrid CFF | 0-4 | FC Barcelona (femení)                                                                  | San Sebastián de los Reyes, Comunitat de Madrid                           |  |
| 16:00 CEST Jornada 7 |            |     | 0-1, Oshoala (42'); 0-2, Oshoala (46'); 0-3, Jennifer Hermoso (73'); 0-4, Aitana (87') | Estadio José Luis de la Hoz-Matapiñonera · Elia María Martínez Martínez · |  |

| 3 de novembre de 2019 | FC Barcelona (femení)                                                                            | 5-0 | Llevant Unió Esportiva (femení) | Sant Joan Despí, Catalunya                     |  |
| 12:00 CEST Jornada 8  | 1-0, Graham (40'); 2-0, Alexia p. (45'); 3-0, Jenni (88'); 4-0, Jenni (89'); 5-0, Hamraoui (90') |     |                                 | Estadi Johan Cruyff · María Dolores Martínez · |  |

| 17 de novembre de 2019 | Reial Societat (femení) | SUSPÈS | FC Barcelona (femení) | Zubieta, País Basc                    |  |
| Jornada 9              |                         |        |                       | Instal·lacions de Zubieta País Basc · |  |

| 24 de novembre de 2019 | FC Barcelona (femení)                                                                                                 | 6-1 | Real Club Deportivo de La Coruña (femení) | Sant Joan Despí, Catalunya                        |  |
| 12:00 CEST Jornada 10  | 1-0, Graham (24'); 2-0, J. Hermoso (32'); 3-0, Mariona (39'); 4-0, Graham (47'); 5-0, Graham (48'); 6-0, Aitana (54') |     | 6-1, Abelleira (89')                      | Estadi Johan Cruyff · Arantza Gallestegui Pérez · |  |

| 30 de novembre de 2019 | València Fèmines Club de Futbol | 0-4 | FC Barcelona (femení)                                                              | Paterna, Comunitat Valenciana                                           |  |
| 16:00 CEST Jornada 11  |                                 |     | 0-1, Jenni Hermoso (12'); 0-2, Alexia (44'); 0-3, Alexia (72'); 0-4, Mariona (75') | Estadi Antonio Puchades Comunitat Valenciana · Elena Contreras Patiño · |  |

| 8 de desembre de 2019 | FC Barcelona (femení)                                                | 3-0 | Real Betis Balompié (femení) | Sant Joan Despí, Catalunya                                 |  |
| 12:00 CEST Jornada 12 | 1-0, Alexia (8'); 2-0, Jenni Hermoso p. (33'); 3-0, Mariona p. (37') |     |                              | Estadi Johan Cruyff Catalunya · Zulema González González · |  |

| 14 de desembre de 2019 | RCD Espanyol (femení) | 0-4 | FC Barcelona (femení)                                                                                  | Sant Adrià del Besòs, Catalunya                                              |  |
| 17:00 CEST Jornada 13  |                       |     | 0-1, Jenni Hermoso (32'); 0-2, Jenni Hermoso (43'); 0-3, Marta Torrejón (84'); 0-4, Vicky Losada (93') | Ciutat Esportiva de Sant Adrià, Catalunya · María Dolores Martínez Madrona · |  |

| 21 de desembre de 2019 | FC Barcelona (femení)                                   | 3-1 | UD Granadilla            | Sant Joan Despí, Catalunya                                 |  |
| 12:00 CEST Jornada 14  | 1-0, Oshoala (16); 2-1, Graham (77'); 3-1, Alexia (83') |     | 1-1, Martín-Prieto (61') | Estadi Johan Cruyff, Catalunya · Sara Fernández Ceferino · |  |

| 5 de gener de 2020    | Athletic Club de Bilbao (femení) | 0-3 | FC Barcelona (femení)                                      | Bilbao, País Basc                                              |  |
| 12:00 CEST Jornada 15 |                                  |     | 0-1, Mariona (64'); 0-2, Oshoala (77'); 0-3, Oshoala (86') | Estadi de San Mamés País Basc · Elia María Martínez Martínez · |  |

| 11 de gener de 2020   | CD Tacón | 0-6 | FC Barcelona (femení) | Madrid, Comunitat de Madrid                                            |  |
| 16:30 CEST Jornada 16 |          |     | 0-1 Oshoala (2'); 0-2, J. Hermoso (17'); 0-3, Oshoala (19'); 0-4, Torrejón (38'); 0-5, Oshoala (47'); 0-6, Oshoala (63') | Estadi Alfredo Di Stéfano, Comunitat de Madrid · Xiomara Díaz García · |  |

| 18 de gener de 2020   | FC Barcelona (femení)                                          | 3-1 | Rayo Vallecano (femení) | Sant Joan Despí, Catalunya                |  |
| 16:00 CEST Jornada 17 | 1-0, Patri (24'); 2-0, J. Hermoso (26'); 3-0, J. Hermoso (61') |     | 3-1, Sheila (62')       | Estadi Johan Cruyff · Marta Frías Acedo · |  |

| 25 de gener de 2020   | Atlético de Madrid (femení) | 0-0 | FC Barcelona (femení) | Alcalá de Henares, Comunitat de Madrid                                                     |  |
| 12:00 CEST Jornada 18 |                             |     |                       | Centro Deportivo Wanda Alcalá de Henares Comunitat de Madrid · Olatz Rivera Olmedorivera · |  |

| 1 de febrer de 2020   | FC Barcelona (femení)                                      | 3-0 | Sevilla FC (femení) | Sant Joan Despí, Catalunya                        |  |
| 12:00 CEST Jornada 19 | 1-0, Alexia (p.49'); 2-0, Oshoala (56'); 3-0, Patri (73'). |     |                     | Estadi Johan Cruyff Catalunya · Elena Contreras · |  |

| 15 de febrer de 2020  | FC Barcelona (femení) | 7-0 | Sporting Club de Huelva | Sant Joan Despí, Catalunya                            |  |
| 16:00 CEST Jornada 20 | 1-0, Graham (4'); 2-0, Hermoso (24'); 3-0, Hermoso (58'); 4-0, Martens (72'); 5-0, Alexia (74'); 6-0, Oshoala (88'); 7-0, Oshoala (90') |     |                         | Estadi Johan Cruyff Catalunya · Elia María Martínez · |  |

| 22 de febrer de 2020  | EDF Logroño | 0-6 | FC Barcelona (femení)                                                                                              | Logronyo, La Rioja               |  |
| 12:00 CEST Jornada 21 |             |     | 0-1, Marta (32'); 0-2, Alexia (34'); 0-3, Alexia (45'); 0-4, Oshoala (54'); 0-5, Oshoala (70'); 0-6, Oshoala (89') | Las Gaunas · Marta Frías Acedo · |  |

| 1 de març de 2020     | FC Barcelona (femení) | 5-0 | Madrid CFF | Sant Joan Despí, Catalunya                      |  |
| 12:00 CEST Jornada 22 | 1-0, Jennifer Hermoso (21'); 2-0, Vicky Losada (30'); 3-0, Jennifer Hermoso (50'); 4-0, Jennifer Hermoso, (72'); 5-0, Van der Gragt (94') |     |            | Estadi Johan Cruyff · Sara Fernández Ceferino · |  |

| 21 de març de 2020    | Llevant Unió Esportiva (femení) | SUSPÈS | FC Barcelona (femení) | Bunyol, Comunitat Valenciana |  |
| 18:30 CEST Jornada 23 |                                 |        |                       | Ciutat Esportiva de Bunyol · |  |

| 29 de març de 2020 | FC Barcelona (femení) | SUSPÈS | Reial Societat (femení) | Sant Joan Despí, Catalunya      |  |
| Jornada 24         |                       |        |                         | Estadi Johan Cruyff Catalunya · |  |

| 5 d'abril de 2020 | Real Club Deportivo de La Coruña (femení) | SUSPÈS | FC Barcelona (femení) | Sant Joan Despí, Catalunya |  |
| Jornada 25        |                                           |        |                       | Estadi Johan Cruyff ·      |  |

| 19 d'abril de 2020 | FC Barcelona (femení) | SUSPÈS | València Fèmines Club de Futbol | Sant Joan Despí, Catalunya      |  |
| Jornada 26         |                       |        |                                 | Estadi Johan Cruyff Catalunya · |  |

| 26 d'abril de 2020 | Real Betis Balompié (femení) | SUSPÈS | FC Barcelona (femení) | Sevilla, Andalusia                        |  |
| Jornada 27         |                              |        |                       | Ciudad Deportiva Luis del Sol Andalusia · |  |

| 3 de maig de 2020 | FC Barcelona (femení) | SUSPÈS | RCD Espanyol (femení) | Sant Joan Despí, Catalunya      |  |
| Jornada 28        |                       |        |                       | Estadi Johan Cruyff Catalunya · |  |

| 10 de maig de 2020 | UD Granadilla | SUSPÈS | FC Barcelona (femení) | El Médano, Illes Canàries         |  |
| Jornada 29         |               |        |                       | La Hoya del Pozo Illes Canàries · |  |

| 17 de maig de 2020 | FC Barcelona (femení) | SUSPÈS | Athletic Club de Bilbao (femení) | Sant Joan Despí, Catalunya      |  |
| Jornada 30         |                       |        |                                  | Estadi Johan Cruyff Catalunya · |  |

### Copa de la Reina
| 12 de febrer de 2020 | Sporting Club de Huelva | 0-4 | FC Barcelona (femení)                                                               | Huelva, Andalusia                                                   |  |
| 16:30 CEST 1/8 final |                         |     | 0-1, Oshoala (43'); 0-2, Jenni Hermoso (47'); 0-3, Graham (67'); 0-4, Oshoala (70') | Ciudad Deportiva Decano del Fútbol Español · María Romero Navarro · |  |

| 26 de febrer de 2020 | FC Barcelona (femení) | 1-0 | Real Club Deportivo de La Coruña (femení) | Sant Joan Despí, Catalunya                  |  |
| 19:00 CEST 1/4 final | 1-0, Hamraoui (120')  |     |                                           | Estadi Johan Cruyff · Olatz Rivera Olmedo · |  |

| 8 d'octubre de 2020   | FC Barcelona (femení) | 6-0 | Sevilla FC (femení) | Sant Joan Despí, Catalunya                            |  |
| 17:00 CEST Semifinals | 1-0, Oshoala (4'); 2-0, Caroline Graham Hansen (18'); 3-0, Patri Guijarro (21'); 4-0, Oshoala (38'); 5-0, Melanie (68'); 6-0, Aitana (72') |     |                     | Estadi Johan Cruyff Catalunya · Arantza Gallastegui · |  |

| 13 de febrer de 2021 | FC Barcelona (femení)                                                | 3-0 | EDF Logroño | Màlaga, Andalusia                                  |  |
| 17:30 CEST Final     | 1-0, Alexia (42' p.); 2-0, Aitana (44'); 3-0, Jennifer Hermoso (61') |     |             | Estadi de La Rosaleda · Zulema González González · |  |

### Supercopa d'Espanya
| 6 de febrer de 2020   | Atlético de Madrid (femení)          | 2-3 | FC Barcelona (femení)                                   | Villares de la Reina, Castella i Lleó                         |  |
| 20:00 CEST Semifinals | 1-0, Duggan (3'); 2-3, Charlyn (61') |     | 1-1, Patri (2'); 1-2, Martens (27'); 1-3, Oshoala (43') | Estadio Helmántico Castella i Lleó · María Dolores Martínez · |  |

| 9 de febrer de 2020 | Reial Societat (femení) | 1-10 | FC Barcelona (femení) | Villares de la Reina, Castella i Lleó                      |  |
| 12:00 CEST final    | 1-8, Manu (63')         |      | 0-1, Marta Torrejón (5); 0-2, Alexia (7'); 0-3, Marta Torrejón (33'); 0-4, Oshoala (35'); 0-5, Graham (37'); 0-6, Alexia (44'); 0-7, Oshoala (51'); 0-8, Torrejón (56'); 1-9, Candela (75'); 1-10, Marta Torrejón (78') | Estadio Helmántico Castella i Lleó · Marta Huerta de Aza · |  |

### Lliga de Campions
| 11 de setembre de 2019 | Juventus Football Club (femení) | 0-2 | FC Barcelona (femení)                           | Alessandria, Itàlia                            |  |
| 20:30 CEST 1/16 anada  |                                 |     | 0-1, Alexia Putellas (38'); Marta Torrejón 71') | Stadio Giuseppe Moccagatta · Kateryna Monzul · |  |

| 25 de setembre de 2019  | FC Barcelona (femení)                       | 2-1 | Juventus Football Club (femení) | Sant Joan Despí, Catalunya             |  |
| 18:30 CEST 1/16 tornada | 1-0, Alexia (32'); 2-0, Van der Gragt (39') |     | 2-1, Staskova (79')             | Estadi Johan Cruyff · Esther Staubli · |  |

| 17 d'octubre de 2019 | FC Barcelona (femení)                                                                                          | 5-0 | Futbol'ny Klub Minsk (femení) | Sant Joan Despí, Catalunya            |  |
| 19:00 CEST 1/8 anada | 1-0, Oshoala (6'). 2-0, Marta Torrejón (20'). 3-0, Aitana (22). 4-0, Aitana (26'). 5-0, Jennifer Hermoso (85') |     |                               | Estadi Johan Cruyff · Rebecca Welch · |  |

| 3 de novembre de 2019  | Futbol'ny Klub Minsk (femení) | 1-3 | FC Barcelona (femení)                                            | Minsk, Belarús                       |  |
| 15:00 CEST 1/8 tornada | 1-0, Ogbiagbevha (60’)        |     | 1-1, Alexia (66’); 1-2, Mariona (80’); 1-3, Patri Guijarro (88’) | FC Minsk Stadium · Katalin Kulcsár · |  |

| 21 d'agost de 2020   | Atlético de Madrid (femení) | 0-1 | FC Barcelona (femení) | Bilbao, Euskadi                          |  |
| 18:00 CEST 1/4 final |                             |     | 0-1, Hamraoui (80')   | San Mamés Euskadi · Stéphanie Frappart · |  |

| 25 d'agost de 2020    | VfL Wolfsburg (femení) | 1-0 | FC Barcelona (femení) | Sant Sebastià, Euskadi                      |  |
| 20:00 CEST Semifinals | 1-0, Rolfö (58')       |     |                       | Estadi d'Anoeta Euskadi · Katalin Kulcsár · |  |